# Anne Linnet
Anne Kristine Kjær Linnet (Aarhus, 30 luglio 1953) è una cantante danese.

## Biografia
Anne Linnet è salita alla ribalta nei primi anni '70 come componente della band al femminile Shit & Chanel, che ha raggiunto un vasto pubblico con la sua musica a tema politico e femminista. Con loro ha pubblicato quattro album d'inediti e una raccolta. Nel frattempo, ha avviato la sua carriera di solista con il suo album di debutto eponimo, uscito nel 1975.
Negli anni '80, oltre a continuare a pubblicare musica come solista, ha fondato la Anne Linnet Band insieme a due altre note cantanti danesi, Sanne Salomonsen e Lis Sørensen. Nello stesso decennio ha inoltre sviluppato un sound più dark con i suoi lavori con i Marquis de Sade. Altro suo conseguimento dell'epoca è stato la fondazione, insieme a Jan Degner, dell'etichetta discografica Pladecompagniet, nel 1988, poi entrata a far parte della famiglia della Sony Music Denmark.
Barndommens gade e Lille Messias, usciti rispettivamente nel 1986 e nel 1989, sono diventati due evergreen in Danimarca: hanno infatti venduto più di 45 000 copie a testa nel nuovo millennio, venendo certificati disco d'oro dalla IFPI Danmark. L'album di maggior successo della carriera di Anne Linnet, Jeg er jo lige her (1988), ha totalizzato più di 400 000 copie vendute a livello nazionale.
Il successo della cantante si è protratto anche nel nuovo millennio: nei primi quindici anni ha piazzato undici album e otto singoli nella top 40 ufficiale danese (istituita nel 2001), fra cui Akvarium, che ha raggiunto la vetta della classifica degli album nel 2007. Nel 2010 ha realizzato la versione danese del musical Mamma Mia!, scrivendo a due mani tutti i testi, e nel 2013 è stata giudice alla sesta edizione di X Factor Danimarca.

## Discografia

### Album in studio
- 1975 – Anne Linnet
- 1977 – Kvindesind
- 1979 – You're Crazy
- 1980 – Go' sønda' morn'
- 1986 – Barndommens gade
- 1988 – Jeg er jo lige her
- 1989 – Min sang
- 1989 – Spring Capricious
- 1991 – Det' så dansk
- 1993 – Tal til mig
- 1995 – Pige, træd varsomt
- 2001 – Jeg og du
- 2003 – Relax
- 2005 – Her hos mig
- 2007 – Akvarium
- 2008 – Anne Linnet
- 2010 – Linnets jul
- 2012 – Kalder længsel
- 2015 – Alle mine drømme til dig

### Colonne sonore
- 1981 – Roserne bryder ud (con Erik Knudsen)

### Raccolte
- 1990 – Univers
- 1999 – Nattog til Venus - De bedste sange vol. 1
- 2009 – Boksen
- 2011 – De bedste

### Singoli
- 1984 – Misbrugt og forladt
- 1984 – Gadepiger (con Sanne Salomonsen)
- 1985 – Venner/Ingen anden drøm (con Thomas Helmig)
- 1986 – Barndommens gade
- 1988 – Time Out/All the Way
- 1988 – Kærlighedens farer/Tabt mit hjerte
- 1988 – Tusind stykker
- 1988 – Den jeg elsker elsker jeg (con Søs Fenger, Thomas Helmig e Sanne Salomonsen)
- 1989 – Time og dag og uge
- 1989 – Lille Messias
- 1990 – Engang engang
- 1990 – Dagens donna
- 1990 – Univers
- 1990 – Perlen
- 1993 – Tal til mig
- 1999 – Venus
- 2001 – En som
- 2001 – Rosens navn
- 2001 – Jul
- 2005 – Hun fletter sit hår
- 2006 – Is It True
- 2007 – Jeg ka' ik' sig' nej til dig
- 2008 – Noget i dine øjne
- 2009 – Ved min side igen (con RebekkaMaria)
- 2009 – Aldrig forsvinder (con Lis Sørensen)
- 2009 – Agenda (con Lizzie)
- 2011 – Jeg elsker dig
- 2011 – Baby det' for sent nu
- 2011 – Lever nok endnu en dag
- 2011 – Anne Linnets stjerneskud
- 2011 – Pistolskud
- 2011 – Jylland (Sjælland)
- 2011 – Giv mig noget (Pik)
- 2012 – Kysser som en drøm
- 2014 – Størst af alt er kærlighed
- 2017 – Hunter and Dear
- 2019 – Og jeg - elsker